# Auguste Comte

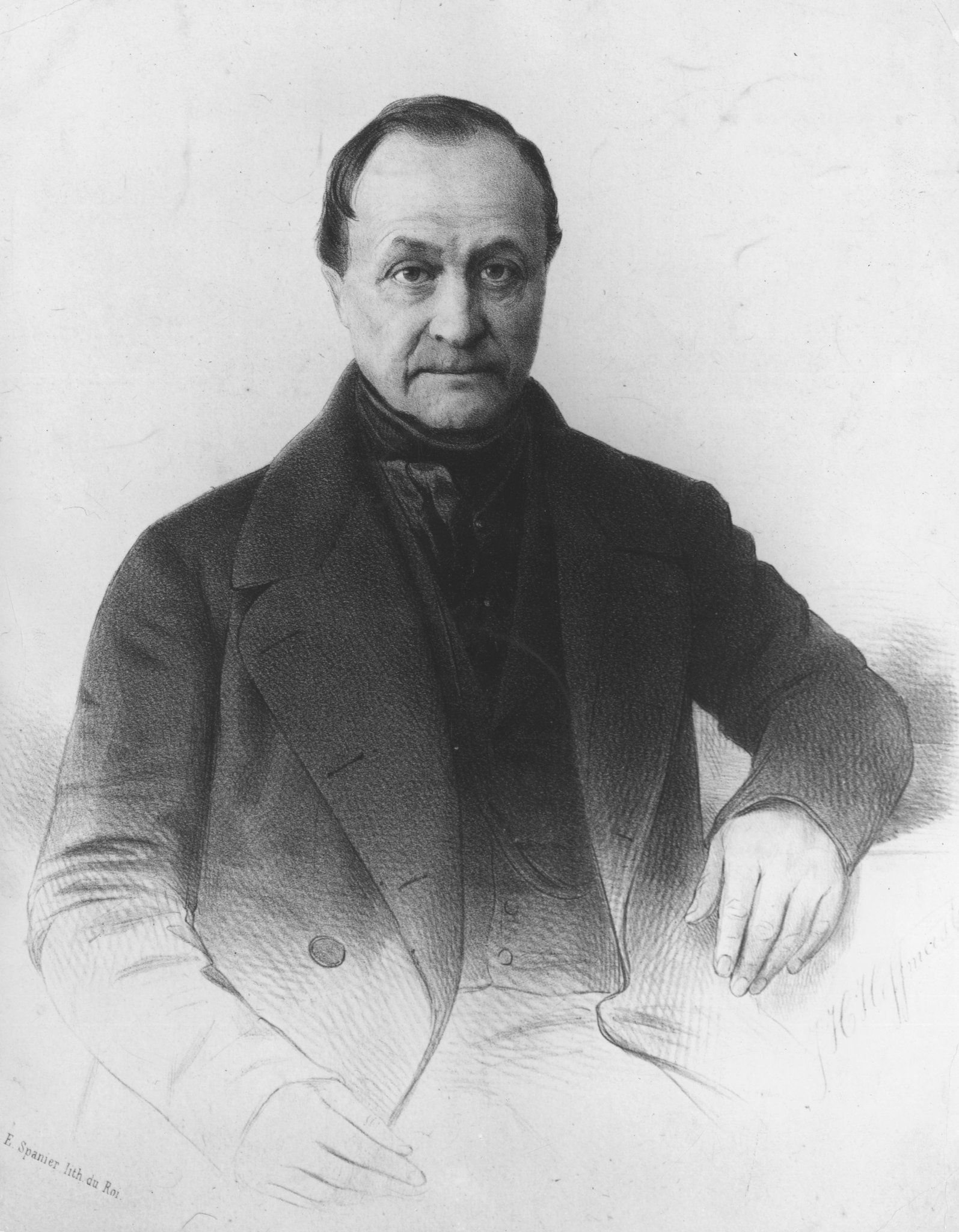

Auguste Comte (tên đầy đủ: Isidore Auguste Marie François Xavier Comte; 17 tháng 1 năm 1798 – 5 tháng 9 năm 1857) là một nhà tư tưởng Pháp, nhà lý thuyết xã hội, người tạo ra ngành xã hội học, nhà thực chứng luận đã đưa ra thuật ngữ "Xã hội học" ("Sociology"). Ông đã có đóng góp không nhỏ vào lĩnh vực xã hội học của thế giới, những đóng góp của ông về mặt lý thuyết như quan niệm về xã hội học xem xã hội học là khoa học nghiên cứu các tổ chức xã hội. Quan điểm nhìn nhận về xã hội và cấu trúc xã hội bao gồm: bộ phận, thành tố, quan hệ, sắp xếp theo trật tự nhất định. Ông xem xã hội là một hệ thống có cấu trúc, cá nhân, gia đình và các tổ chức xã hội.

## Tiểu sử
Auguste Comte sinh ra tại Montpellier trong một gia đình kitô giáo và theo xu hướng quân chủ, ở tây nam nước Pháp; nhưng ông đã trở thành một người có tư tưởng tự do và cách mạng rất sớm. Năm 1814, Sau khi học xong phổ thông, ông trúng tuyển vào Trường Bách khoa Paris. Đây là ngôi trường nổi tiếng với những đào tạo chuyên sâu về Chủ nghĩa cộng hòa và tiến bộ. Khi trường này đóng cửa vào năm 1816 để tái tổ chức, Comte rời trường và tiếp tục học tại trường Y ở Montpellier. Khi trường Bách khoa mở lại ông cũng không xin quay lại học.
Sau khi trở về Montpellier, Comte nhận ra sự khác biệt với gia đình và quyết định trở lại Paris, ông kiếm sống bằng nhiều việc vụn vặt. Tháng 8 năm 1817 Comte trở thành học sinh và thư ký cho Claude Henri de Rouvroy, Comte de Saint-Simon, những người đã đưa ông tiếp xúc với giới tri thức. Chính trong thời gian này Comte đã cho xuất bản những tiểu luận trong rất nhiều ấn bản đỡ đầu bởi Saint-Simon, L'Industrie, Le Politique, Le Censeur Européen và L'Organisateur, dù không xuất bản dưới tên riêng cho tới tận tác phẩm "La séparation générale des entre les opinions et les désirs" năm 1819. Năm 1824, Comte tách khỏi Saint-Simon do có những khác biệt không thể dung hòa.
Comte sau đó đã nhận ra những gì ông muốn làm - đó là tiếp tục nghiên cứu thuyết thực chứng. Ông cho xuất bản Plan de travaux scientifiques nécessaires pour réorganiser la société (1822), dù vậy ông vẫn không nhận được một công việc ổn định, cuộc sống của Comte phải dựa vào tiền hỗ trợ từ bạn bè. Năm 1826, ông bắt đầu giảng giáo trình triết học thực chứng.
Ông kết hôn với Caroline Massin, nhưng ly hôn vào năm 1842. Năm 1826 Comte được đưa tới bệnh viện thần kinh nhưng rời viện trong tình trạng chưa được chữa trị vì ông muốn tiếp tục công việc dang dở. Trong khoảng thời gian này cho tới khi ly hôn, Comte cho xuất bản sáu tập của Cours.
Comte phát triển tình bạn khá thân thiết với John Stuart Mill. Từ 1844, Comte sống với Clotilde de Vaux, mối quan hệ chỉ trên lý thuyết. Sau khi cô mất năm 1846, Comte cùng Stuart Mill phát triển một cái gọi là "tôn giáo nhân văn" mới. Ông xuất bản bốn cuốn của Système de politique positive (1851 - 1854). Tác phẩm cuối cùng, tập đầu tiên của "La Synthèse Subjective" được xuất bản năm 1856.
Auguste Comte mất ở Paris vào ngày 5 tháng 9 năm 1857 và được chôn cất ở nghĩa trang nổi tiếng Père Lachaise. Căn hộ mà ông sống từ 1841-1857 hiện được bảo tồn và đổi tên thành Maison d'Auguste Comte, tòa nhà nằm ở số 10 rue Monsieur-le-Prince, Paris.

## Phương pháp luận xã hội học
Auguste Comte cho rằng xã hội học phải có nhiệm vụ góp phần tổ chức lại xã hội và lập lại trật tự xã hội dựa vào các quy luật tổ chức và biến đổi xã hội do xã hội học nghiên cứu phát hiện được.
Theo quan điểm của Auguste Comte, xã hội học giống như khoa học tự nhiên, như vật lý học, sinh vật học trong việc vận dụng các phương pháp luận nghiên cứu để tìm hiểu bản chất của xã hội. Vì vậy, Comte còn gọi xã hội học là vật lý học xã hội.
Xã hội học nghiên cứu xã hội bằng các phương pháp thực chứng, tức là thu thập và xử lý thông tin, kiểm tra giả thuyết và xây dựng lý thuyết, so sánh và tổng hợp cứ liệu.
Auguste Comte phân loại các phương pháp xã hội học thành những nhóm:
1. Quan sát;
2. Thực nghiệm;
3. So sánh;
4. Phân tích lịch sử.

Quan điểm thực chứng luận của Comte về xã hội học thể hiện đặc biệt rõ qua việc trình bày các phương pháp này. Theo đó, ông quan niệm rằng xã hội học là khoa học sử dụng các phương pháp khoa học thực chứng để nghiên cứu các quy luật biến đổi của xã hội. Các quan điểm của Comte đã mở đầu cho thời kỳ xây dựng và phát triển một khoa học mới mẻ mà Comte gọi là xã hội học hay vật lý học xã hội.

## Quan niệm về cơ cấu của xã hội học
Theo Auguste Comte, xã hội học, còn gọi là vật lý học xã hội (Social Physics), hợp thành từ hai bộ phận chính là Tĩnh học xã hội (Social Statics) và Động học xã hội (Dynamics).

### Tĩnh học xã hội
Tĩnh học xã hội là bộ phận xã hội học nghiên cứu về trật tự xã hội, cơ cấu xã hội, các thành phần và các mối liên hệ của chúng.
Lúc đầu, Comte nghiên cứu các cá nhân với tư cách là những thành phần hay đơn vị cấu thành của cơ cấu xã hội. Comte xem cá nhân với tư cách là một tập hợp, một hệ thống gồm:
1. Các năng lực và nhu cầu đã có sẵn bên trong cá nhân;
2. Các nhu cầu, năng lực được tiếp thu từ bên ngoài qua quá trình cá nhân tham gia vào xã hội.

Sau đó, quan niệm xã hội của Comte thay đổi, ông cho rằng cá nhân không phải là "đơn vị xã hội đích thực". Comte coi nghiên cứu về cá nhân là nghiên cứu thuộc về lĩnh vực sinh vật học, khác hẳn với nghiên cứu xã hội học chủ yếu phân tích các "đơn vị xã hội". Đơn vị xã hội cơ bản nhất, sơ đẳng nhất có mặt trong tất cả các đơn vị xã hội khác là "gia đình". Điều thực sự có ý nghĩa về lý luận xã hội học là quan niệm của Comte về cơ cấu xã hội. Cơ cấu xã hội bao giờ cũng được tạo nên từ các cơ cấu xã hội khác đơn giản hơn, gọi là tiểu cơ cấu xã hội. Do đó, hiểu cơ cấu xã hội có nghĩa là nắm bắt được các đặc điểm, các thuộc tính và các mối liên hệ của các tiểu cơ cấu xã hội.
Cơ cấu xã hội phát triển theo con đường tiến hóa từ thấp đến cao, từ đơn giản đến phức tạp. Sự phát triển của xã hội biểu hiện ở mức độ phân hóa, đa dạng hóa và chuyên môn hóa chức năng, cũng như mức độ liên kết giữa các tiểu cơ cấu xã hội. Comte đặt vấn đề nghiên cứu xem làm thế nào duy trì được mối liên kết giữa các bộ phận (các tiểu cơ cấu xã hội) khi mức độ phân hóa chức năng ngày một tăng lên trong xã hội. Comte đưa ra cách giải quyết nhấn mạnh tới vai trò của nhà nước và yếu tố văn hóa, tinh thần xã hội.
1. Vai trò của nhà nước: Comte cho rằng ngoài sự phụ thuộc lẫn nhau, sự tập trung quyền lực vào tay nhà nước cho phép điều hòa, phối hợp và liên kết các bộ phận của hệ thống xã hội đảm bảo chống lại sức ép của sự phân hóa và phân rã xã hội.
2. Vai trò của văn hóa, tinh thần: Ngoài hành động "vật chất" của nhà nước, yếu tố trí tuệ và đạo đức, thiện trí và thiện cảm của các thành viên xã hội, đóng vai trò là nhân tố duy trì sự liên kết, trật tự xã hội.

### Động học xã hội
Auguste Comte quan tâm đặc biệt đến bộ phận mà ông gọi là động học xã hội (social dynamics). Đó là lĩnh vực nghiên cứu các quy luật biến đổi xã hội trong các hệ thống xã hội theo thời gian. Comte đưa ra quy luật ba giai đoạn để giải thích sự phát triển của các hệ thống tư tưởng và hệ thống cơ cấu xã hội tương ứng. Lịch sử loài người phát triển qua ba giai đoạn:
1. Thần học;
2. Siêu hình;
3. Thực chứng.

Theo quy luật ba giai đoạn, mỗi giai đoạn trước là điều kiện phát triển của mỗi giai đoạn sau. Ví dụ, nếu không có hệ thống dòng họ thì khó có thể phát triển các hệ thống tiếp theo như hệ thống chính trị, luật pháp, quân đội và hệ thống xã hội công nghiệp hiện đại. Lịch sử tiến hóa xã hội diễn ra theo con đường tích lũy, tiến hóa (các tư tưởng mới, các hệ thống cơ cấu mới được xây dựng, được bổ sung vào cái cũ); ví dụ, trong xã hội hiện đại, dòng họ không mất đi, cũng như các tư tưởng thần bí, siêu tự nhiên không hoàn toàn bị biến mất.
Việc biến đổi từ giai đoạn này sang giai đoạn khác không "trôi chảy, nhẹ nhàng", mà thường trải qua thời kỳ bất ổn định, mâu thuẫn giữa cái cũ và cái mới. Comte cho rằng, hệ thống văn hóa bao gồm đạo đức và tinh thần quy định sự phát triển của hệ thống xã hội, cơ cấu xã hội.
Dựa vào quy luật ba giai đoạn, Comte cho rằng việc "xã hội học" ra đời ở giai đoạn cuối của quá trình tiến hóa là một tất yếu lịch sử; và xã hội học là khoa học đứng trên tất cả các khoa học khác. Xã hội học ra đời ở giai đoạn cuối của quá trình tiến hóa - giai đoạn thực chứng và đó là khoa học phức tạp nhất, phải dựa trên nền tảng khoa học khác. Vì ra đời muộn nên xã hội học ngay lập tức đã phải là một khoa học thực chứng và chiếm vị trí cao nhất trong hệ thống thứ bậc các khoa học.

## Suy nghĩ về tôn giáo
Auguste Comte cho rằng tôn giáo phát triển qua ba giai đoạn:
- Một là, người tiền sử cho rằng những gì họ không hiểu được là một dạng sức mạnh siêu nhiên nào đó.
- Hai là, họ phát triển thành khái niệm về một vị thần trừu tượng.
- Ba là, con người dần gạt bỏ suy nghĩ như trên, tiến tới việc nghiên cứu hiện tượng một cách khoa học và chỉ tin vào những điều đã được kiểm nghiệm.

Tuy nhiên, Comte đã lo ngại rằng nếu như tôn giáo là một phần không thể thiếu của cuộc sống thì việc phá bỏ nó sẽ gây ra tai họa. Vì vậy, ông có đề xuất về một tôn giáo mang tính nhân loại, gồm từ thiện, trật tự và khoa học. Tư tưởng đó của ông cũng được một số nhà triết học tiếp nhận như John Stuart Mill hay Alain de Botton. Nhưng việc xây dựng thành công một tôn giáo như vậy là rất khó nếu không muốn nói là bất khả thi.

## Đóng góp của Auguste Comte
1. Thứ nhất, Auguste Comte là người đầu tiên chỉ ra nhu cầu và bản chất của một khoa học về các quy luật tổ chức xã hội. Xã hội học có nhiệm vụ đáp ứng được nhu cầu nhận thức, nhu cầu giải thích những biến đổi xã hội và góp phần vào việc lập lại trật tự ổn định xã hội.
2. Thứ hai, Auguste Comte cho rằng bản chất của xã hội học là ở chỗ sử dụng các phương pháp khoa học để xây dựng lý thuyết và kiểm chứng giả thuyết. Quan điểm như vậy của Comte về chủ nghĩa thực chứng khác hẳn với quan niệm của một số nhà nghiên cứu thế kỷ XIX và thế kỷ XX (những nhà nghiên cứu này thường đồng nhất khái niệm thực chứng với khái niệm "kinh nghiệm chủ nghĩa" hay với việc thu thập số liệu một cách đơn thuần, không có lý thuyết, thiếu lý luận).
3. Thứ ba, Auguste Comte đã chỉ ra được các nhiệm vụ và vấn đề cơ bản của xã hội học. Xã hội học có nhiệm vụ phát hiện ra các quy luật, xây dựng lý thuyết, nghiên cứu cơ cấu xã hội (tĩnh học xã hội) và nghiên cứu quá trình xã hội (động học xã hội). Xã hội học có nhiệm vụ trả lời câu hỏi: trật tự xã hội (tổ chức xã hội) được thiết lập, duy trì và biến đổi như thế nào. Vấn đề này về sau trở thành mối quan tâm nghiên cứu hàng đầu trong xã hội học ở Mỹ và châu Âu thế kỷ XX.